# Козаревець (Великотирновська область)
Коза́ревець (болг. Козаревец) — село у Великотирновській області Болгарії. Входить до складу общини Лясковець.

## Населення
За даними перепису населення 2011 року у селі проживали 895 осіб.
Національний склад населення села:
| Національність   | Кількість осіб | Відсоток |
| ---------------- | -------------- | -------- |
| болгари          | 891            | 99,6%    |
| турки            | 0              | 0%       |
| інша             | 3              | 0,3%     |
| Всього відповіли | 895            |          |

Розподіл населення за віком у 2011 році:
Динаміка населення: